# Baptistère Saint-Jean de Pise
Pour les articles homonymes, voir Baptistère Saint-Jean.
Le baptistère Saint-Jean de Pise (Battistero di San Giovanni) s’élève face à la façade ouest de la cathédrale de Pise, sur la piazza del Duomo, proche du Camposanto et du campanile. Sa base est de style roman d’influences pisane et lombarde puis gothique à partir du second étage. C’est un exemple du passage du style roman au style gothique.
Il présente une acoustique exceptionnelle.

## Histoire
Le but de la construction de cet édifice fut de remplacer un ancien baptistère octogonal, dont les fondations furent mises à nu au cours de travaux d’excavation au Camposanto, au début de 1960.
Retracer l’historique de la construction du baptistère, qui se déroula sur plus d’un siècle à partir du XIIe siècle, n’est pas aisé du fait du manque de source. Ainsi, certaines périodes non renseignées à ce jour ont pu être considérées par la critique comme des arrêts de travaux alors qu’elles pourraient n’être que des phases de moindre activité pour lesquelles nous manquons d’information.

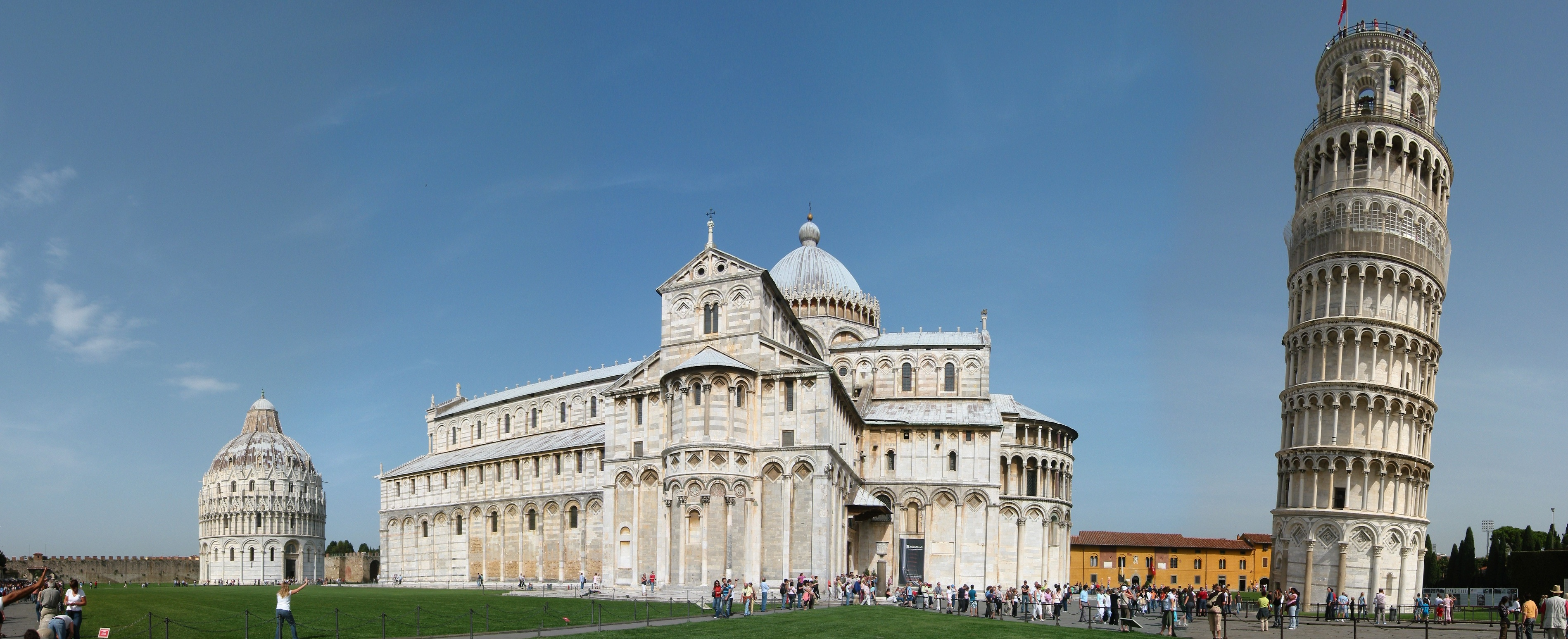
la Piazza dei Miracoli.

La date de début des travaux - août 1153 - et le nom de l’architecte qui en fut chargé - Diotisalvi (ou Deotisalvi) - sont attestés par une inscription en deux parties, placée sur les colonnes internes, à gauche et à droite de la porte principale de l’édifice : « Cette église fut établie au mois d’août 1153 »  ; « Diotisalvi est l’architecte de cet ouvrage » . Les caractères fondamentaux de l’édifice actuel résultent en grande part du projet que Diotisalvi envisageait probablement de réaliser dans son ensemble, mais il ne put en terminer l’exécution. On n’a aucune certitude sur la date à laquelle Diotisalvi interrompit ses prestations ni quelles en furent les raisons ; il est possible que ce fut au cours de la décennie de 1180, au moment où les moyens financiers furent concentrés sur la réalisation du campanile. Quoi qu’il en soit, sur la base des informations transmises par Maragone, qui était son contemporain, on doit pouvoir attribuer à Diotisalvi les fondations constituées de deux anneaux concentriques, les colonnes monolithiques et les piliers implantés sur l’anneau intérieur,. Comme les chapiteaux qui surmontent les colonnes correspondent au style de la production sculpturale du début du XIIIe siècle, lié à l’activité des maîtres lombards reconnus sous le nom collectif de Guidi, on présume que l’intervention de Diotisalvi s’arrête à la zone immédiatement en dessous de ceux-ci. À l’extérieur, il résulte probablement de son intervention, les élégantes arcades aveugles qui couronnent le parement formant le premier ordre du bâtiment et qui s’achève par une corniche sur laquelle se trouve la galerie.

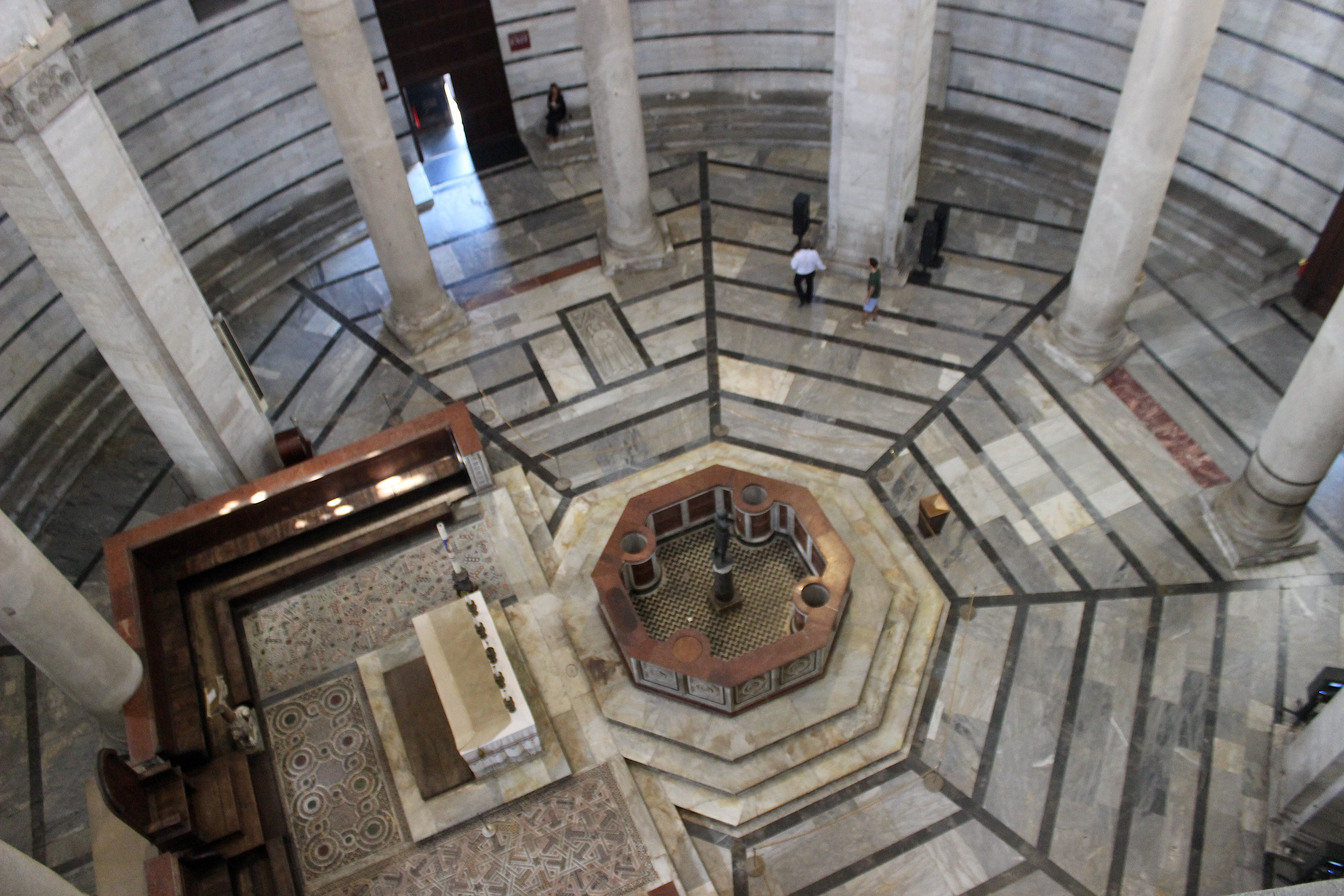
Implantation générale au sol.
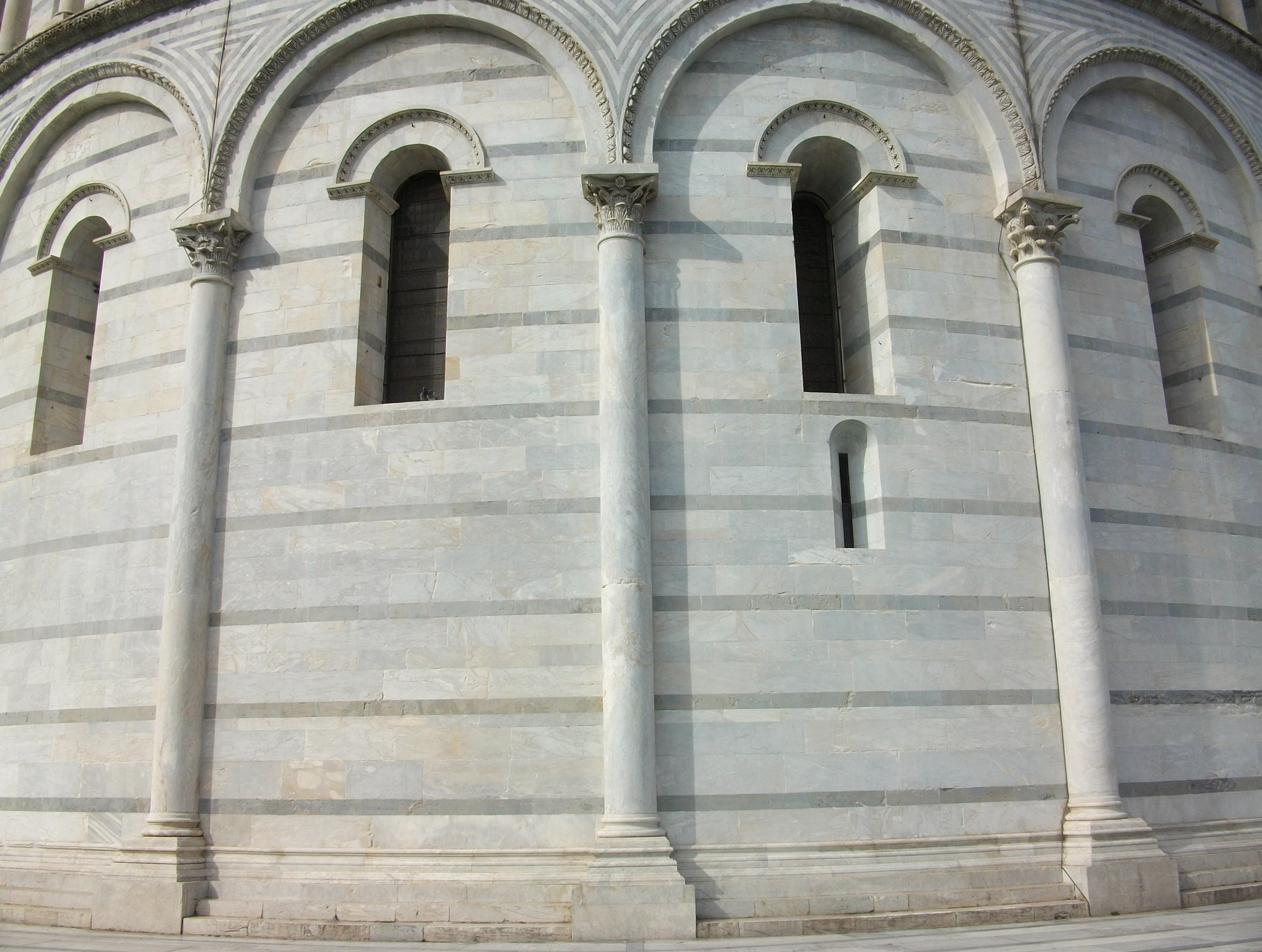
Arcatures aveugles extérieures.

Il s’agit là d’éléments que l’on peut considérer comme étant une interprétation de la façade de la cathédrale, dont au moins le premier ordre des loggias, dans les années 1150, devait être achevé. La décoration extérieure de l’arcature à claire-voie reprend en fait le schéma Buscheto-Rainaldo de la façade de la cathédrale ; de là vient l’hypothèse que le projet de Diotisalvi devait prévoir plusieurs niveaux d’arcatures selon le même schéma que celui réalisé pour le campanile commencé en 1173.
Le plan circulaire, interrompu par quatre portes en correspondance avec les points cardinaux et l’anneau central composé à l’ordre inférieur de quatre piliers alternés avec quatre fois deux colonnes, est une disposition qui s’inspire de divers modèles de l’époque paléochrétienne comme la basilique Saint-Vital à Ravenne ou l’église du Saint-Sépulcre de Jérusalem.

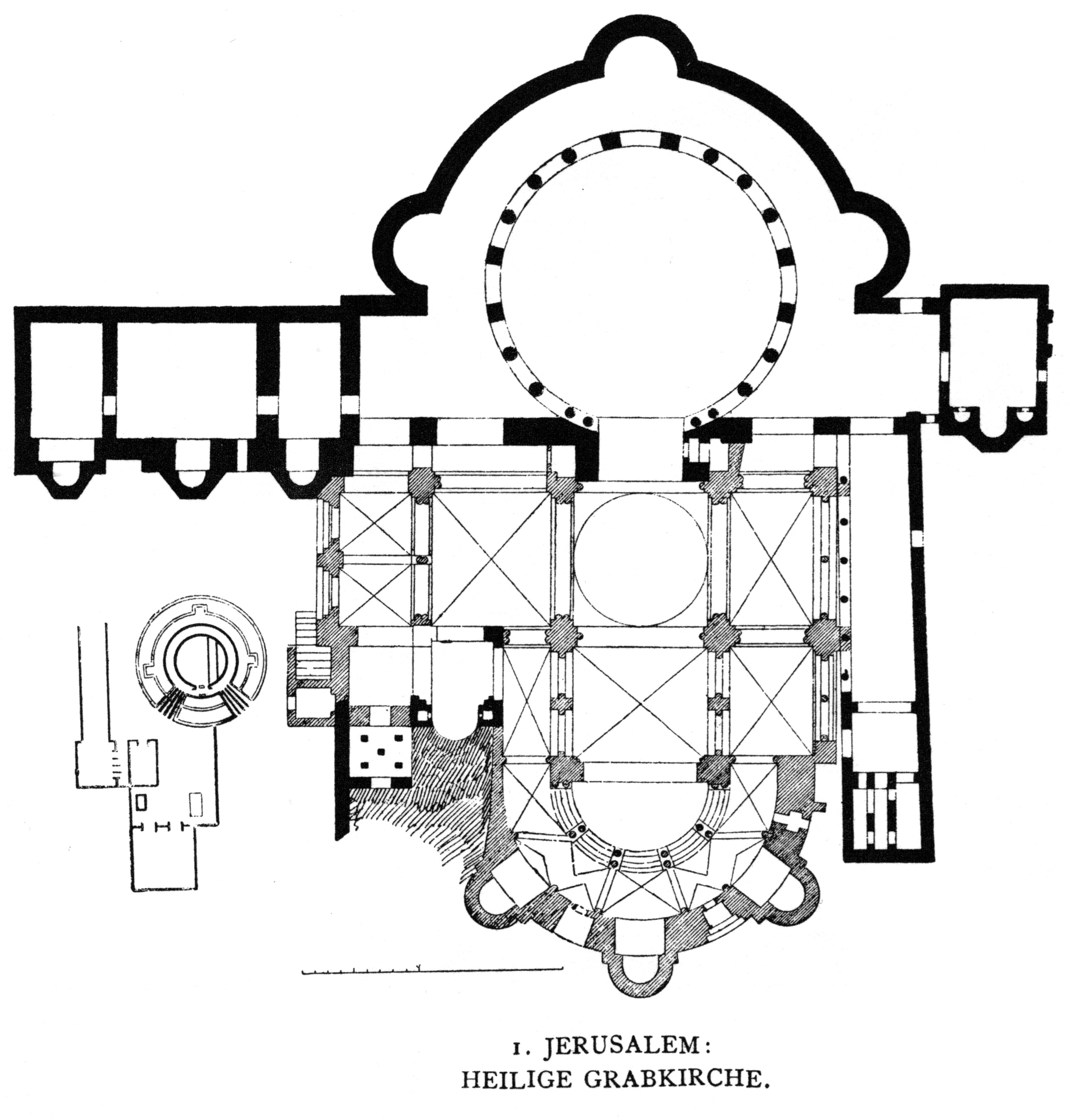
Plan du Saint-Sépulcre de Jérusalem.
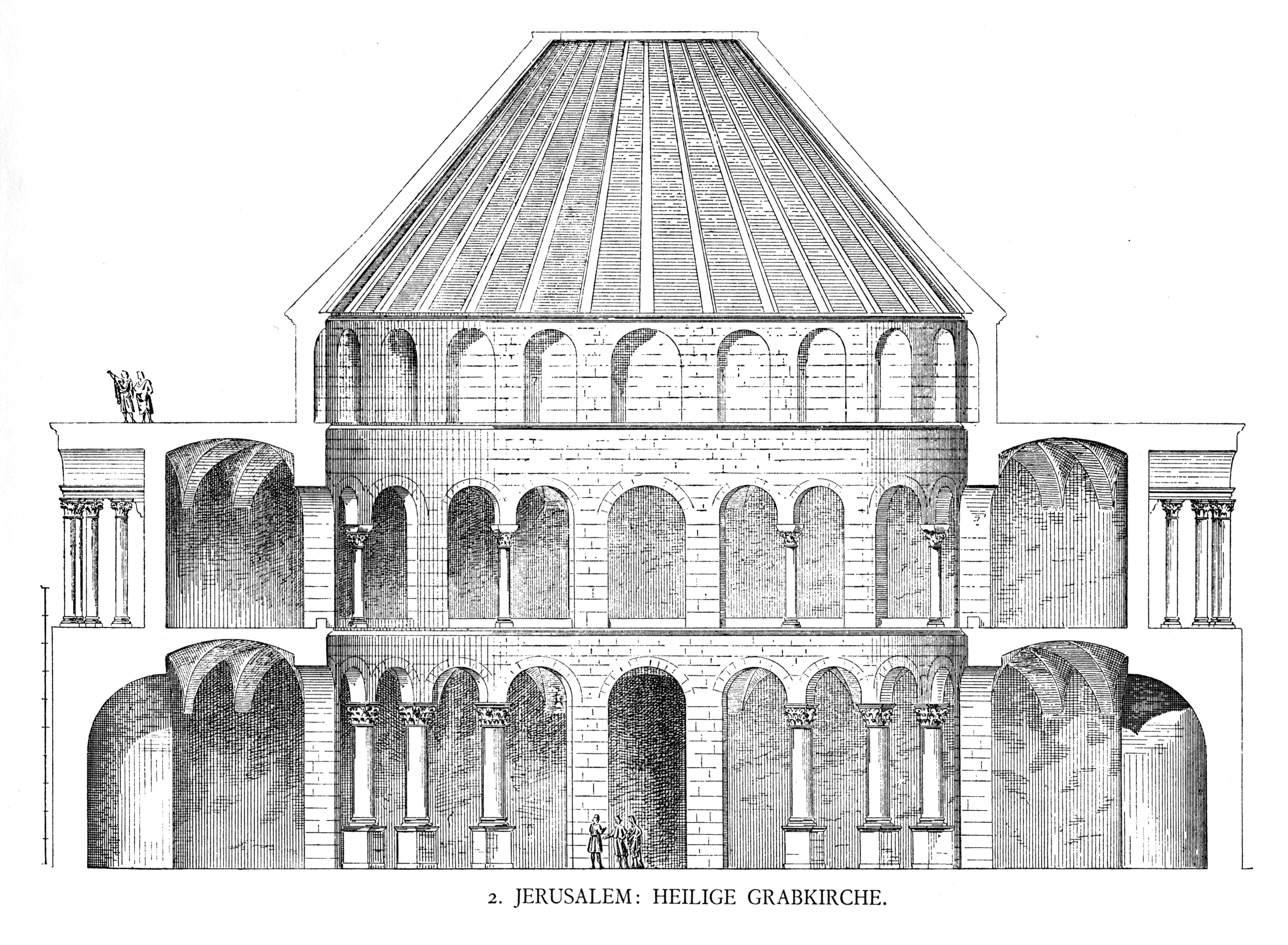
Plan de coupe du Saint-Sépulcre de Jérusalem.

Cette dernière rappelle en particulier la curieuse couverture tronc-pyramidale de la partie centrale du baptistère, qui laisse supposer que le projet de Diotisalvi prévoyait ce type de couverture ; d’autant plus qu’on lui attribue aussi la réalisation d’une église pisane également dédiée au Saint-Sépulcre, dont le type de couverture est tout à fait identique.

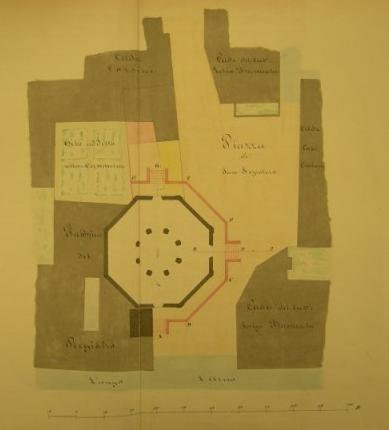
Plan du Saint-Sépulcre de Pise.
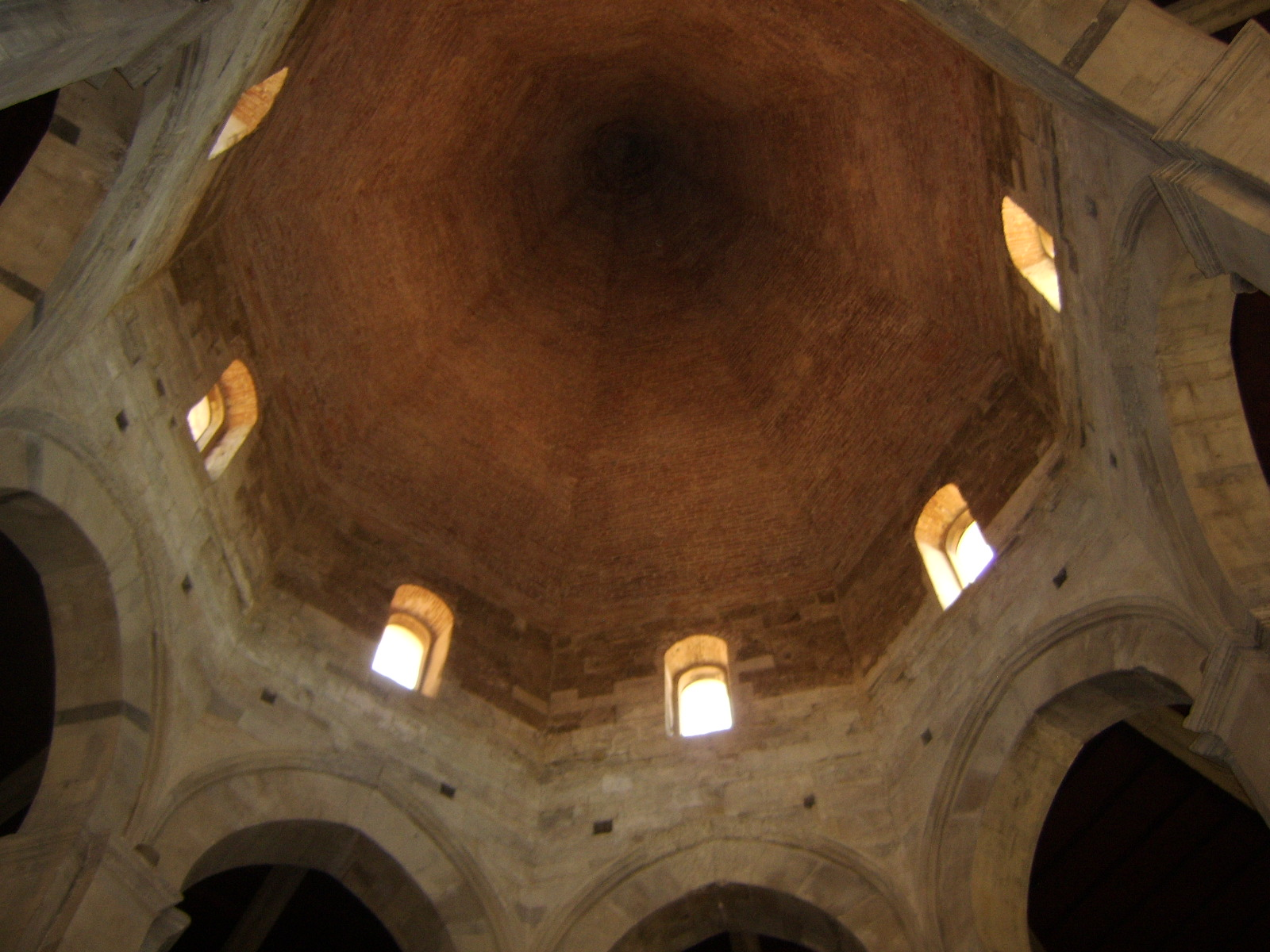
Coupole du Saint-Sépulcre de Pise.
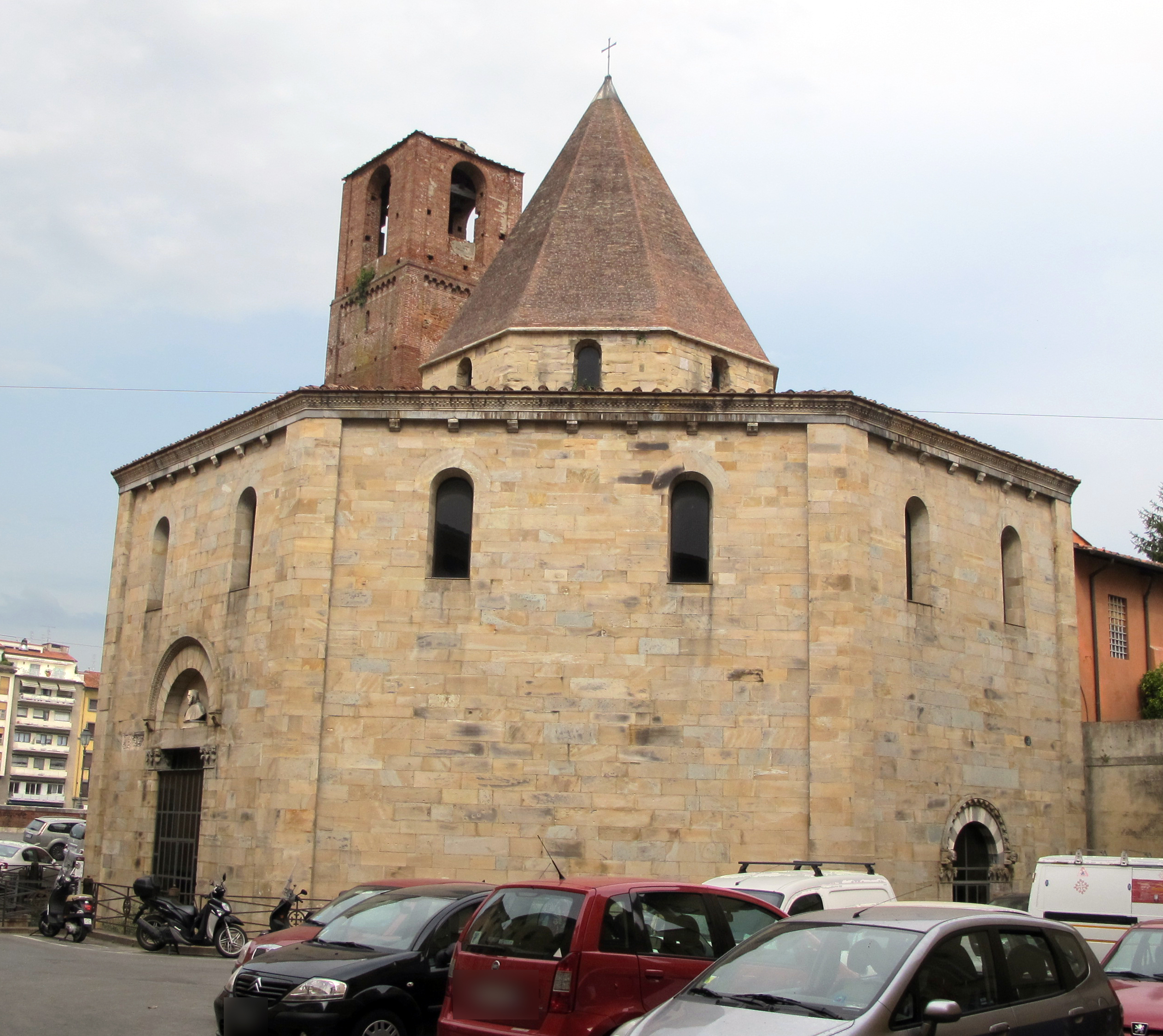
Vue ext. église du Saint-Sépulcre de Pise.

Afin de bien comprendre de quoi il s’agit, il convient de noter que le baptistère a la particularité de posséder deux couvertures : une première tronc-pyramidale à base dodécagonale qui n’est visible que de l’intérieur et une seconde semi-sphérique, qui coiffe la première. La maquette du baptistère (photo ci-après) réalisée en tilleul par Giancarlo Geri en 1990 et qui se trouve au museo dell’Opera del Duomo de Pise, met en évidence la conformation originale de cette double couverture. Seule la couverture intérieure correspond certainement au projet de Diotisalvi.

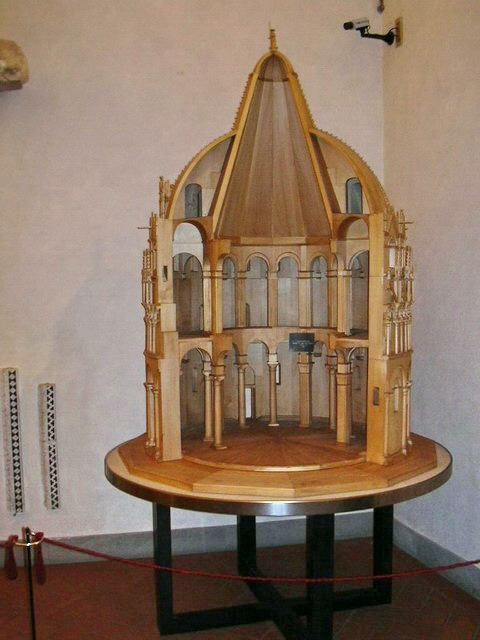
Maquette du baptistère de Pise.

Passé cette première phase, les travaux subirent un notable ralentissement. Il est toutefois probable que fin du XIIe ou début du XIIIe siècle fut mise en place une couverture provisoire ; plusieurs sources mentionnent en effet la tenue de cérémonies officielles dans le baptistère,.
Les analyses stylistiques rendent compte, même si elles ne sont pas appuyées par des documents, de signes tangibles d’une reprise des travaux au début du XIIIe siècle. À l’extérieur il est en effet possible d’identifier la présence d’artistes de culture byzantine au niveau des portails nord et est de la construction.

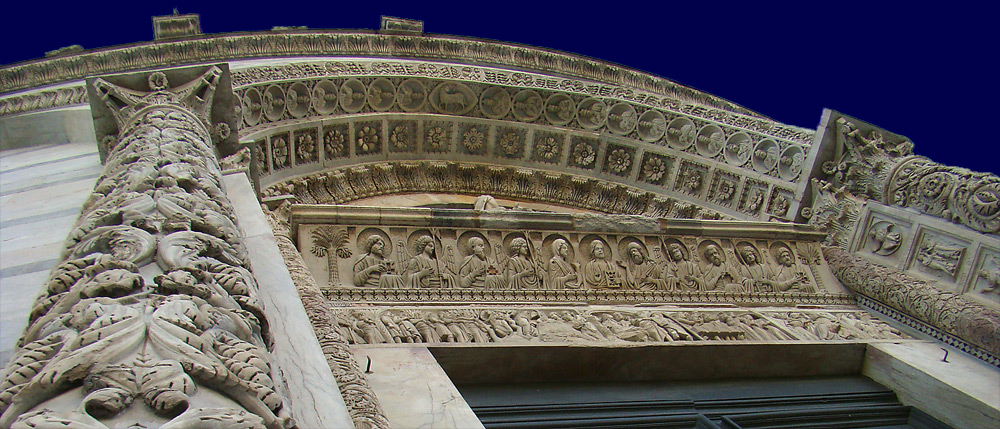
Décoration d’une porte du baptistère.

Toute la décoration de ces zones, d’une très belle qualité artistique, révèle une unité de style qui trouve sa référence dans la production artistique de Byzance et, à Pise, rappelle les décorations du portail de l’église de San Michele degli Scalzi, datées de 1204. De même à l’intérieur, la construction dut reprendre au cours de la première décennie du XIIIe siècle comme cela semble indiqué par la datation des styles ; les chapiteaux des piliers et des colonnes ainsi que les consoles sur le mur périphérique sur lesquelles reposent les voûtes d’arêtes du collatéral annulaire sont imputés à cette époque et attribuables à l’intervention de corporations lombardo-lucquoise. Les consoles en particulier présentent une affinité marquée avec la production de Guidetto et avec les décorations du frontispice de la cathédrale de San Martino à Lucques, signées du sculpteur en 1204, mais également avec le travail des Bigarelli. L’attribution des chapiteaux des colonnes et des piliers du déambulatoire est par contre plus incertaine, ils sont de forme et de qualité plus hétérogènes et font supposer une participation plus large d’intervenants. En dehors de la décoration des chapiteaux et des consoles, l’intervention des guidi n’est pas décelable, peut-être ont-ils participé à l’aménagement intérieur de l’édifice dont un minimum devait être nécessaire aux cérémonies officielles tenues en ce lieu.
Après ce petit soubresaut du début du XIIIe siècle, il faut attendre le milieu du siècle pour noter une nouvelle impulsion à la construction de l’édifice. On la doit essentiellement à l’archevêque Federico Visconti (it), principal protagoniste de la révocation de l’excommunication papale infligée à la ville de 1241 à 1256 à la suite de la prise de position gibeline des Pisans. C’est probablement à ce prélat que l’on doit le fastueux pavement en marbre polychrome géométrique, de style cosmatesque, un style d’inspiration romaine tardive et byzantine typique de l’Italie dans la période de l’art roman ; mais surtout, il confia en 1256 à Nicola Pisano la réalisation de la chaire du baptistère et la reprise des travaux de l’édifice.

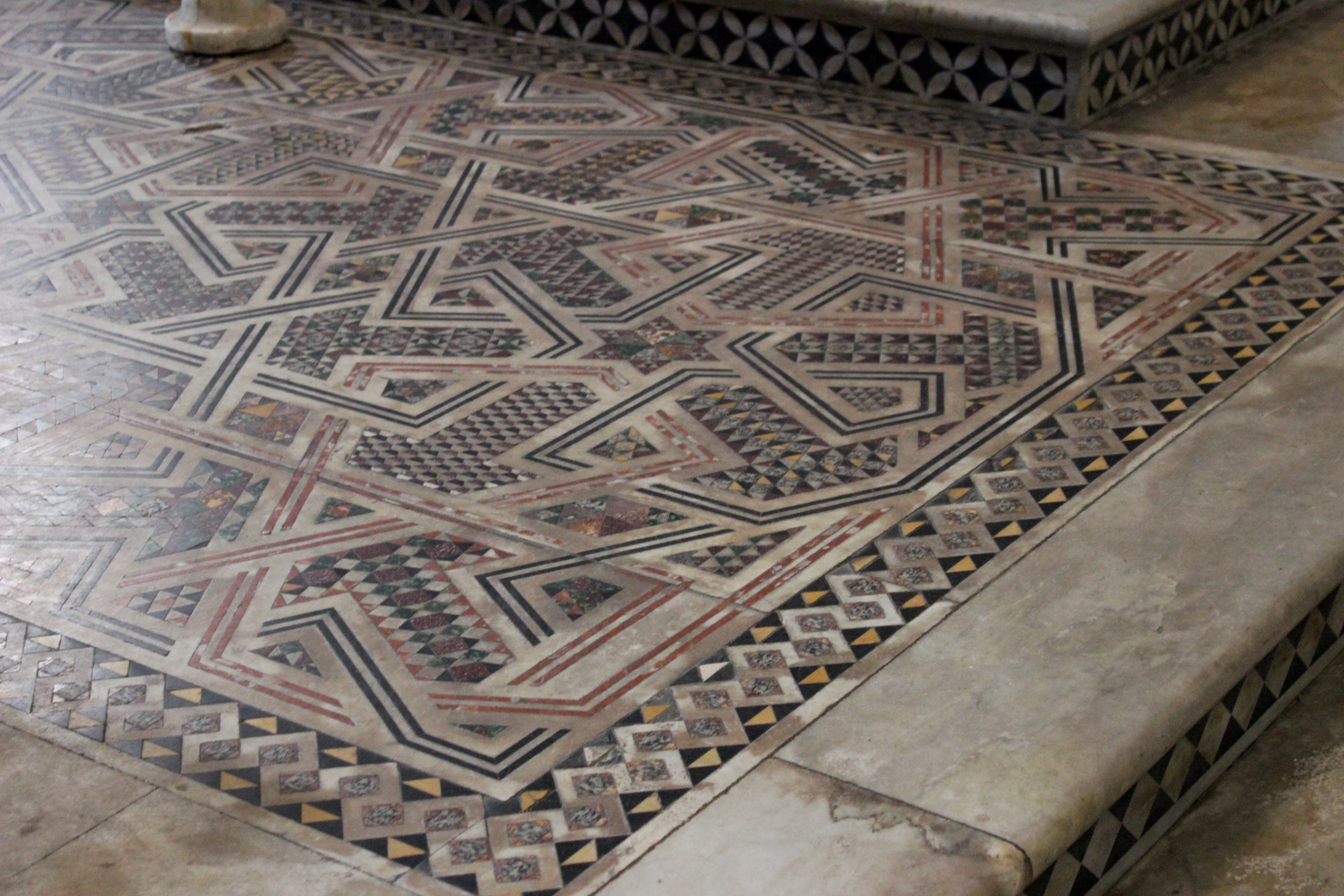
Pavement intérieur du baptistère.

Avec Nicola, le principe même de la décoration fut profondément bouleversé. Son intervention, lisible dans le style de la décoration, est probablement liée à une inscription gravée sur le mur périphérique de la galerie intérieure, à droite de la porte côté sud : En l’année 1278 fut édifié de nouveau. Il est plausible en effet, que cette inscription fasse référence à la phase de construction de Nicola, même si l’attribution des travaux de l’artiste à l’intérieur du bâtiment reste aujourd’hui encore incertaine et qu’aucun document ne vient la corroborer. Quoi qu’il en soit, l’étude détaillée du bâtiment met au jour au niveau de la galerie, des naissances de voûtes d’arêtes commencées puis abandonnées en faveur d’une voûte en berceau coupée de place en place par des arcs doubleaux dont certains prennent appui sur d’anciennes fenêtres que l’on a été amené à reboucher.

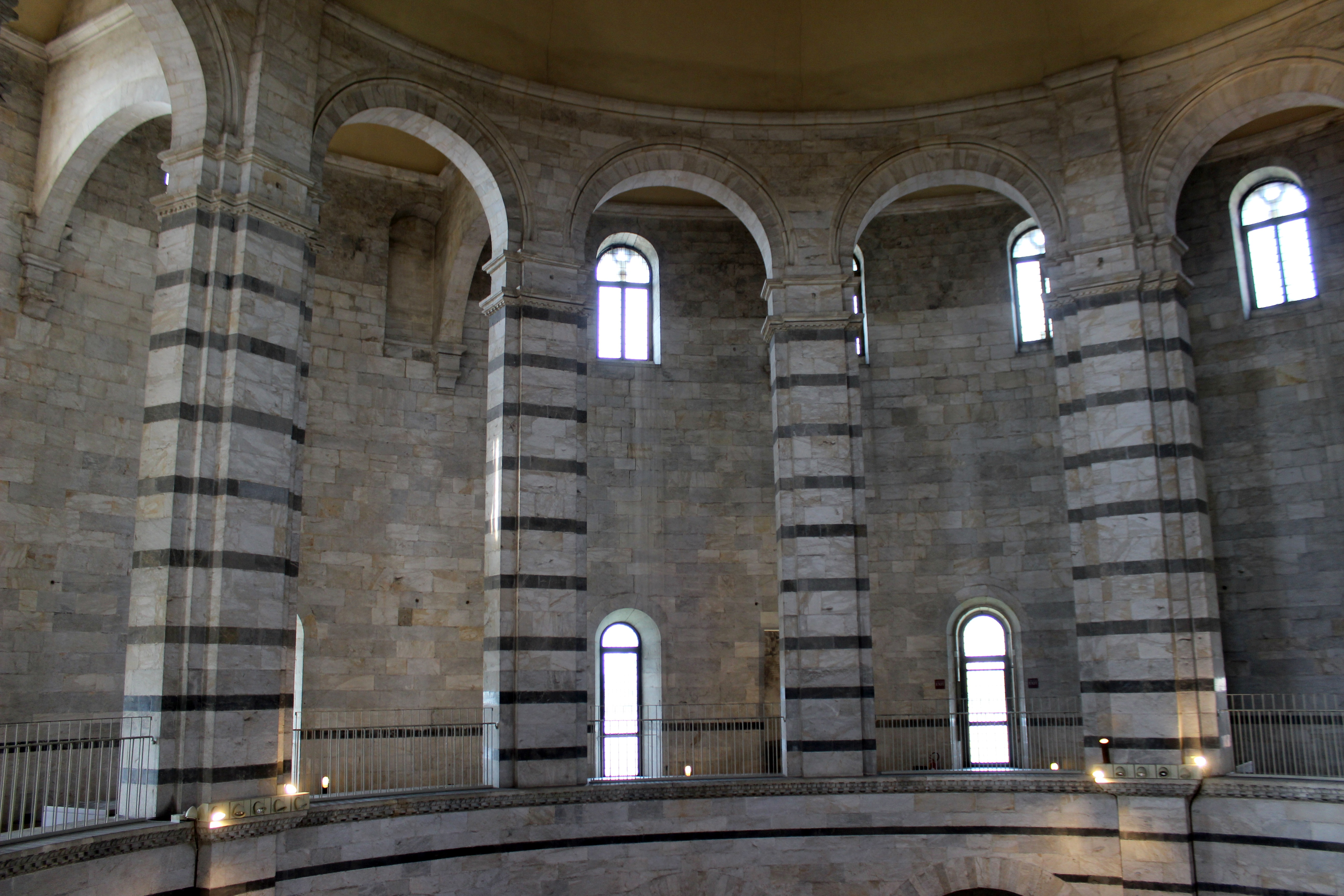
Arc doubleau tombant sur une fenêtre rebouchée.

Ceci témoigne semble-t-il d’une volonté de radicale modification des plans de Diotisalvi, dans le but de surélever la galerie et par là, de donner un nouvel élan à l’ensemble. La contribution de Nicola à la décoration extérieure est par contre bien plus identifiable. Il réalisa sur la galerie extérieure déjà implantée par Diotisalvi, une arcature à claire-voie de 60 arcades sur colonnettes, surmontées de gables et de pinacles, eux-mêmes décorés de bustes. Des têtes décorent également la base des arcades.

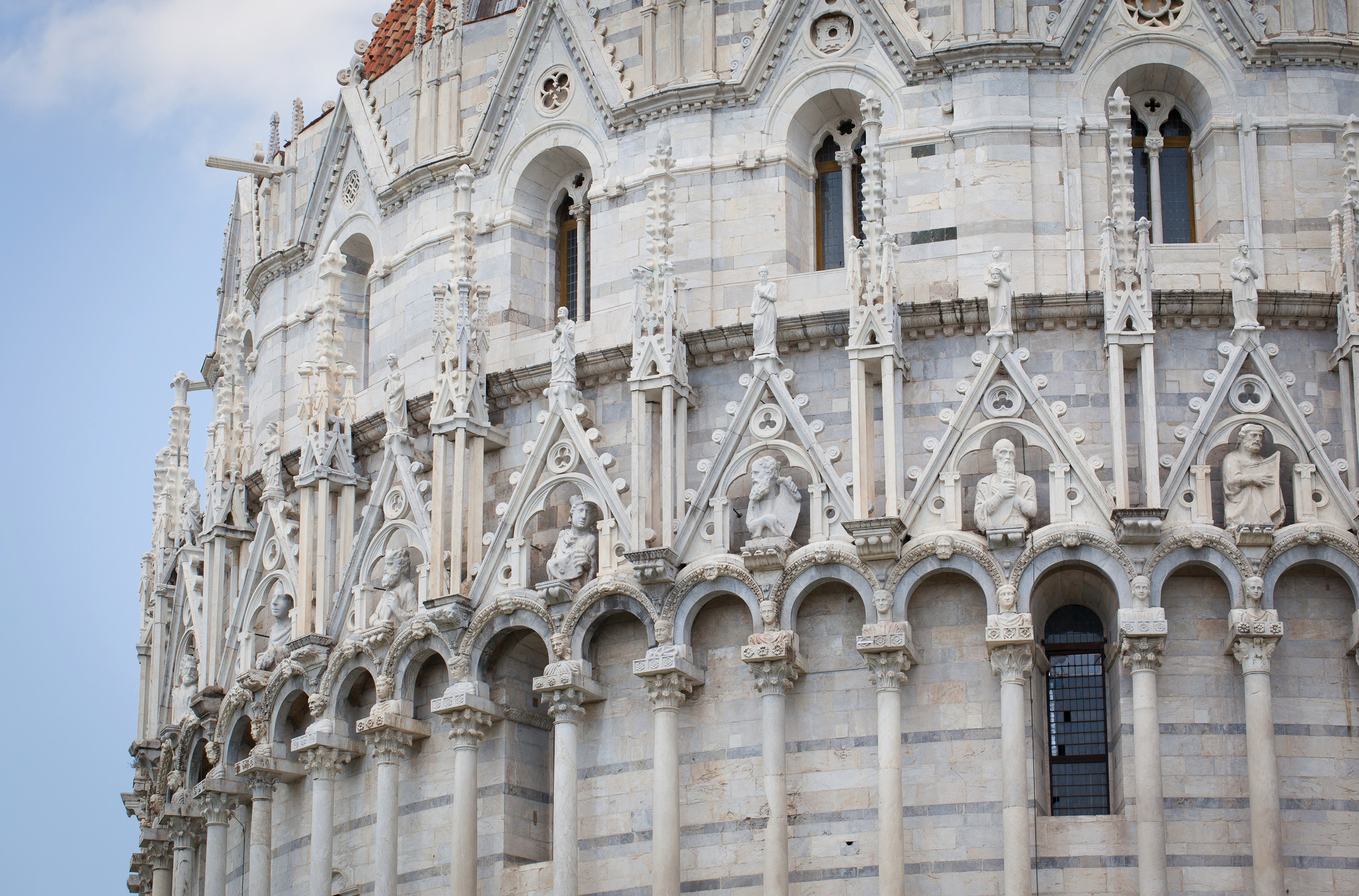
Arcature, gables & pinacles.
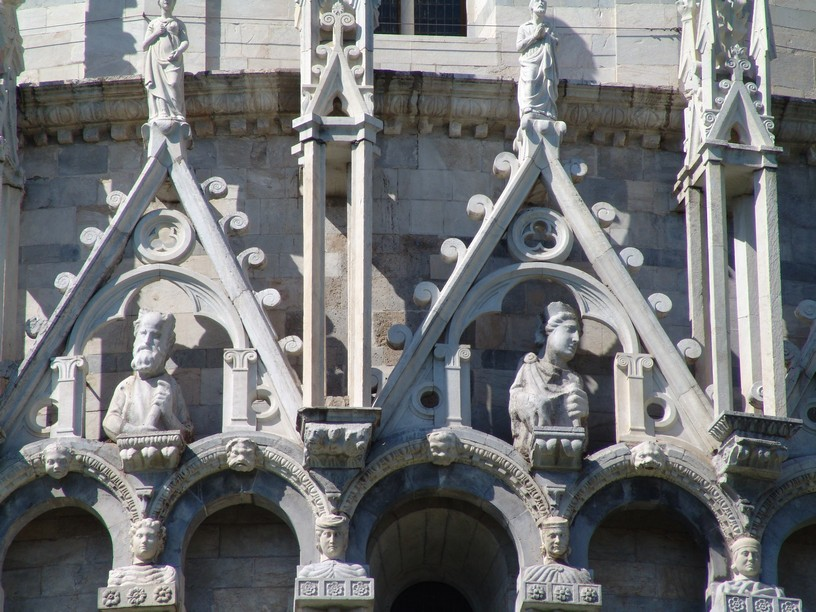
Bustes & statues.

Giovanni Pisano, fils de Nicola, intervint sur le baptistère alors que les travaux étaient déjà engagés par son père, peut-être juste après 1277-1278, dans un premier temps au côté de Nicola, ensuite de manière autonome, avec ses propres collaborateurs, comme le montre un document de 1284. Comme pour la Fontana Maggiore de Pérouse où les deux sculpteurs ont travaillé ensemble, il est bien difficile sur le baptistère, surtout pour les statues qui décorent les niches du couronnement et le sommet des gables conçus par Nicola, de distinguer le travail de l’un et de l’autre tellement leur collaboration devait être étroite. Plus certaine est l’attribution à Giovanni de trois statues représentant une Vierge à l’Enfant entourée de saint Jean-Baptiste et de saint Jean l’évangéliste qui se trouvaient initialement placées sur le tympan du portail nord (aujourd’hui au museo dell’Opera del Duomo de Pise, comme plusieurs bustes et statues cités plus haut, qui ont été mis à l’abri des agressions atmosphériques). La signature de l’artiste : « À la demande de Pietro (le commanditaire) fut sculptée cette statue par la sculpteur appelé Giovanni, fils de Nicola », certifie la paternité de l’œuvre et renseigne sur la date de sa réalisation : 1306. Mais l’intervention de Giovanni devait également s’étendre à l’architecture du baptistère, en effet on lui attribue la réalisation de la zone supérieure aux gables et pinacles, qui constitue le troisième ordre de l’édifice.

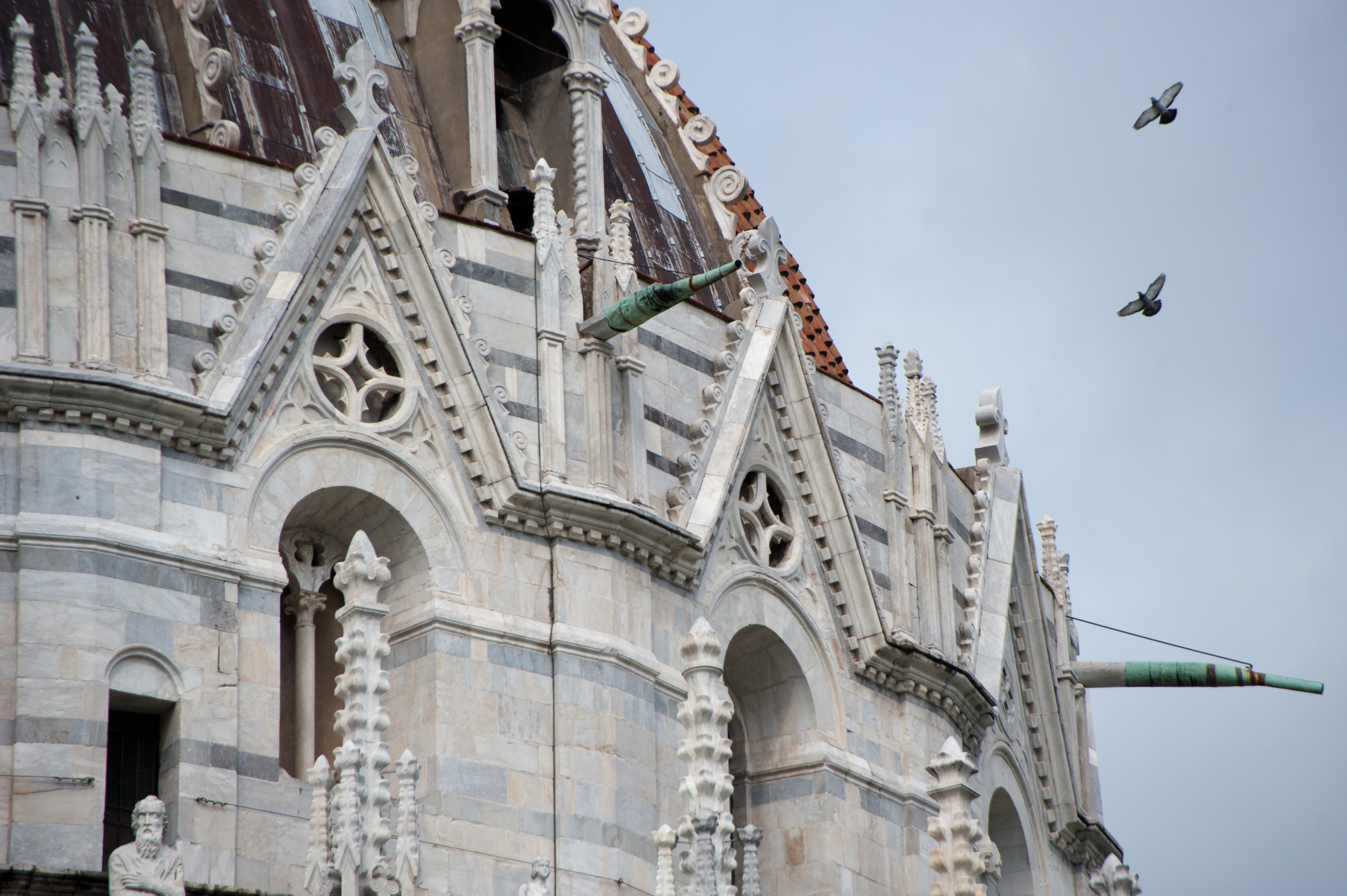
3e ordre du baptistère.

Les travaux complémentaires du mur périphérique extérieure (les fenêtres du 3e ordre) et de la structure interne correspondante, déjà mise en place par Giovanni, ne furent achevés, du fait des continuelles difficultés financières de l’« Opera de San Giovanni » , qu’après la mort de celui-ci, au cours de la seconde moitié du XIVe siècle. Un signe tangible de la reprise des travaux coïncide, à la fin des années 1350 avec la présence sur le chantier du sculpteur et architecte Cellino di Nese. Malheureusement, malgré de nombreux documents attestant de son activité à Pise et à Pistoia, il est extrêmement difficile de lui attribuer avec certitude une quelconque œuvre d’architecture ou de sculpture. À titre tout à fait hypothétique, il est attribué à son intervention le système de couverture de l’édifice, conçu et mis en place autour de 1360-1365. Le premier élément à être réalisé fut probablement la voûte annulaire au-dessus de la galerie intérieure puis, sur le mur intérieur a été implantée la couverture tronc-pyramidale et sur le mur extérieur la coupole semi-sphérique. Selon le modèle byzantin, la couverture intérieure était ouverte en son sommet afin de laisser passer l’air et la lumière (Diotisalvi avait d’ailleurs prévu l’inclinaison du sol du baptistère afin de canaliser l’eau de pluie, ce qui semble confirmer qu’il projetait bien ce type de couverture), mais il fut ensuite rajouté une petite coupole pour coiffer cette ouverture. Le manque total d’élément justifiant la paternité de ce système original de couverture fait que, outre le nom de Cellino di Nese, ceux de Giovanni Pisano, Puccio di Landuccio, Sibellino de Caprais ont été également avancés.
En 1384-1386, le baptistère était à peu près totalement achevé si ce n’est les vicissitudes du toit qui semble-t-il, pour des difficultés financières toujours croissantes, fut couvert de plaques de plomb pour les quartiers est et sud, de tuiles pour le reste.
En 1396, l’orfèvre Turino di Sano (it) réalisa très probablement la statue de saint Jean-Baptiste qui domine le baptistère, celle qui se trouve à l’intérieur, bien plus tardive (XXe siècle), est de Italo Griselli (it).

## Aménagement intérieur

### Fonts baptismaux
Peut-être exécutée selon le modèle du baptistère de Florence, la vasque occupe, comme dans toutes les constructions similaires, le centre du bâtiment. Quelques incongruités dans la disposition des motifs des corniches internes et externes font supposer que les plaques qui revêtent les côtés de la structure ont été démontées et arbitrairement remontées à une époque non connue. Ces erreurs pourraient dater de la réfection des années 1841-1856 qui fait l’objet d’une inscription sur le bord interne. Les fonts baptismaux sont constitués d’une vasque octogonale, posée sur une base de forme identique à trois gradins, en marbre blanc incrusté de pierres vertes et de motifs géométriques. À l’extérieur, chaque côté de la vasque est revêtu de deux plaques de marbre blanc sculptées et incrustées. Chaque plaque est décorée en son centre d’une fleur sculptée, circonscrite par un encadrement à motif végétal. Les huit côtés sont bordés en haut et en bas par un corniche de marbre rouge. Quatre petites vasques, destinées au baptême des bébés, sont accolées à un côté sur deux. À l’intérieur, le fond de la vasque est revêtu d’un pavement vert et rouge. Sur le bord interne de la structure court l’inscription : « En l’année du Seigneur 1246, sous Iacopo recteur des lieux, Guido Bigarelli da Como fit cette œuvre. ».

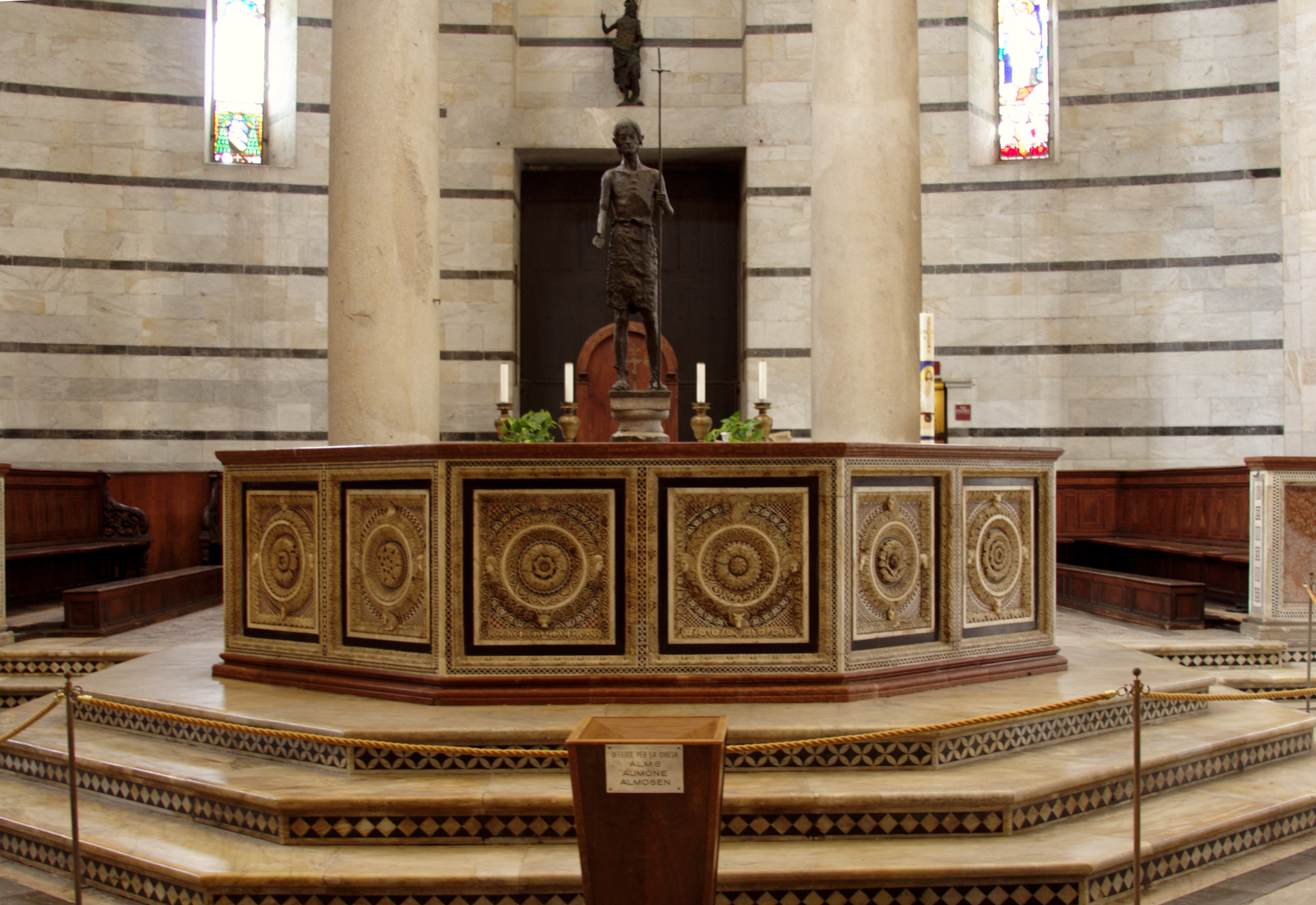
Vue générale.
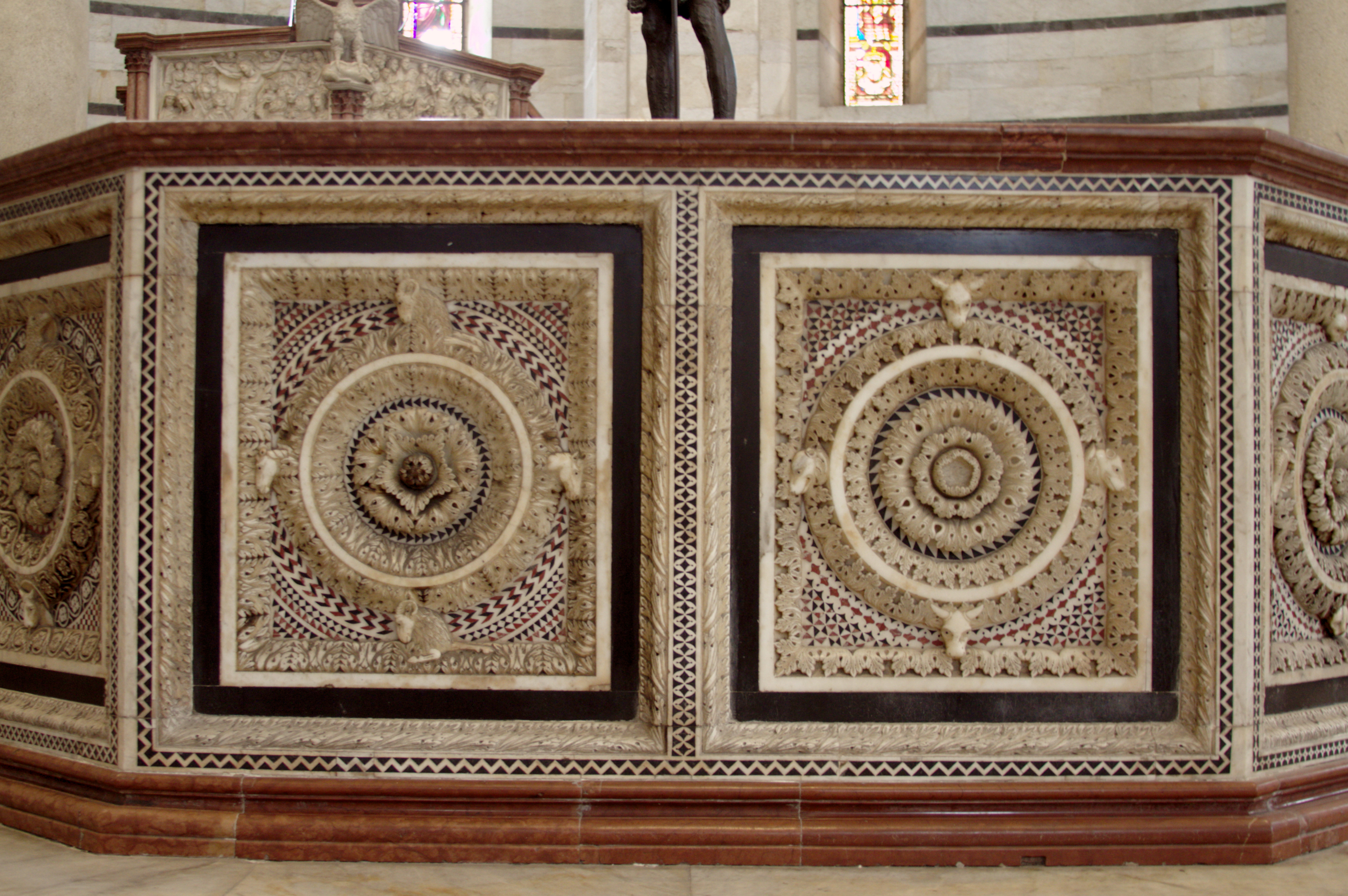
Détail des panneaux.

### Autel
Sur un des flancs des fonts baptismaux, s’élève un autel décoré de panneaux sculptés et incrustés, entouré d’un parapet sculpté par Guglielmo (it) au XIIe siècle. L’ensemble provient de la cathédrale, il a probablement été déplacé au baptistère entre le XVe et le XVIe siècle.

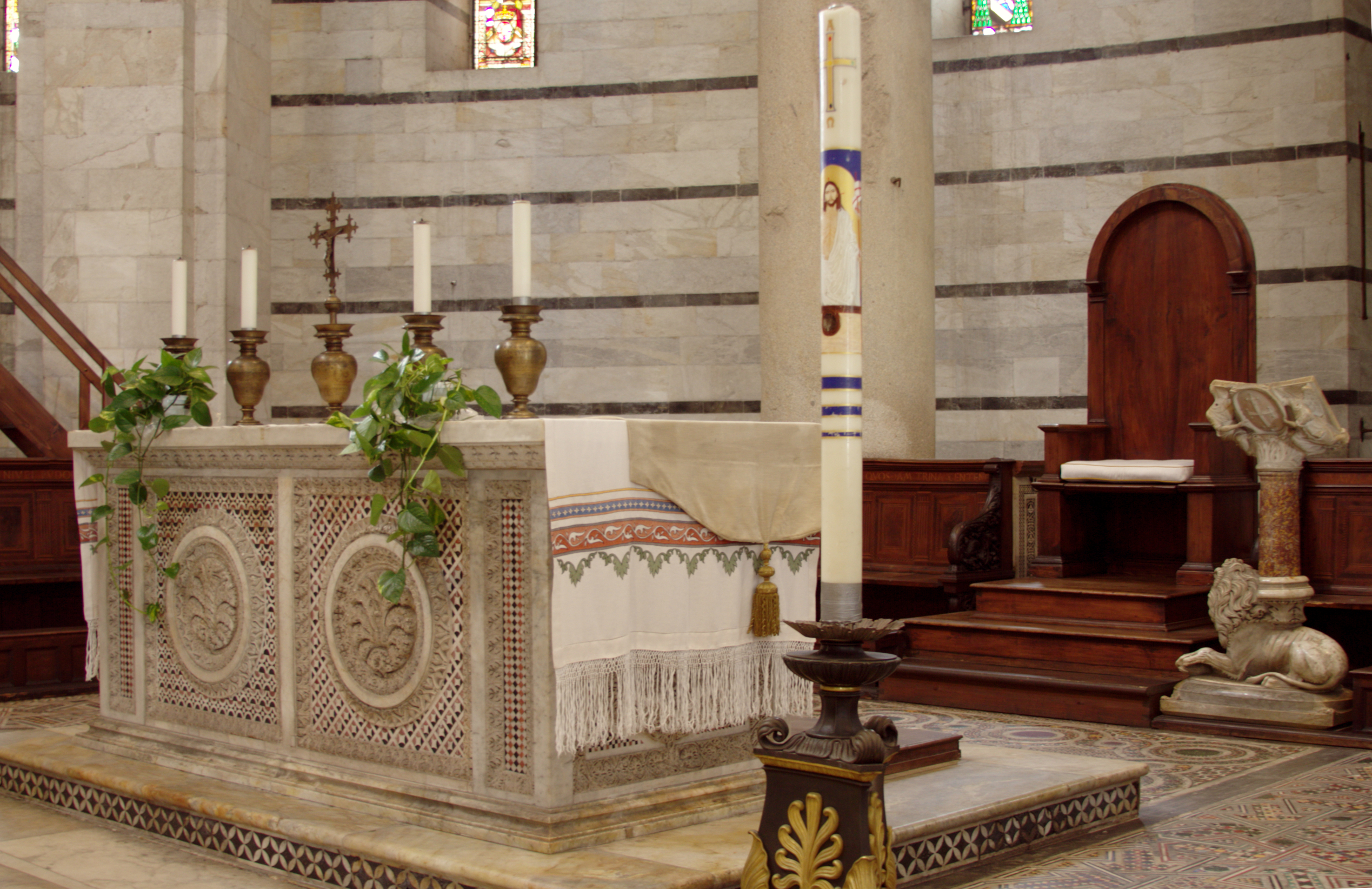
Autel de Guglielmo.

### Chaire
La chaire du baptistère, datée de 1260, est une œuvre remarquable de Nicola Pisano. Sa forme générale est hexagonale, elle est supportée par sept colonnes. Le garde-corps est décoré de cinq panneaux sculptés qui représentent des scènes de la vie du Christ.

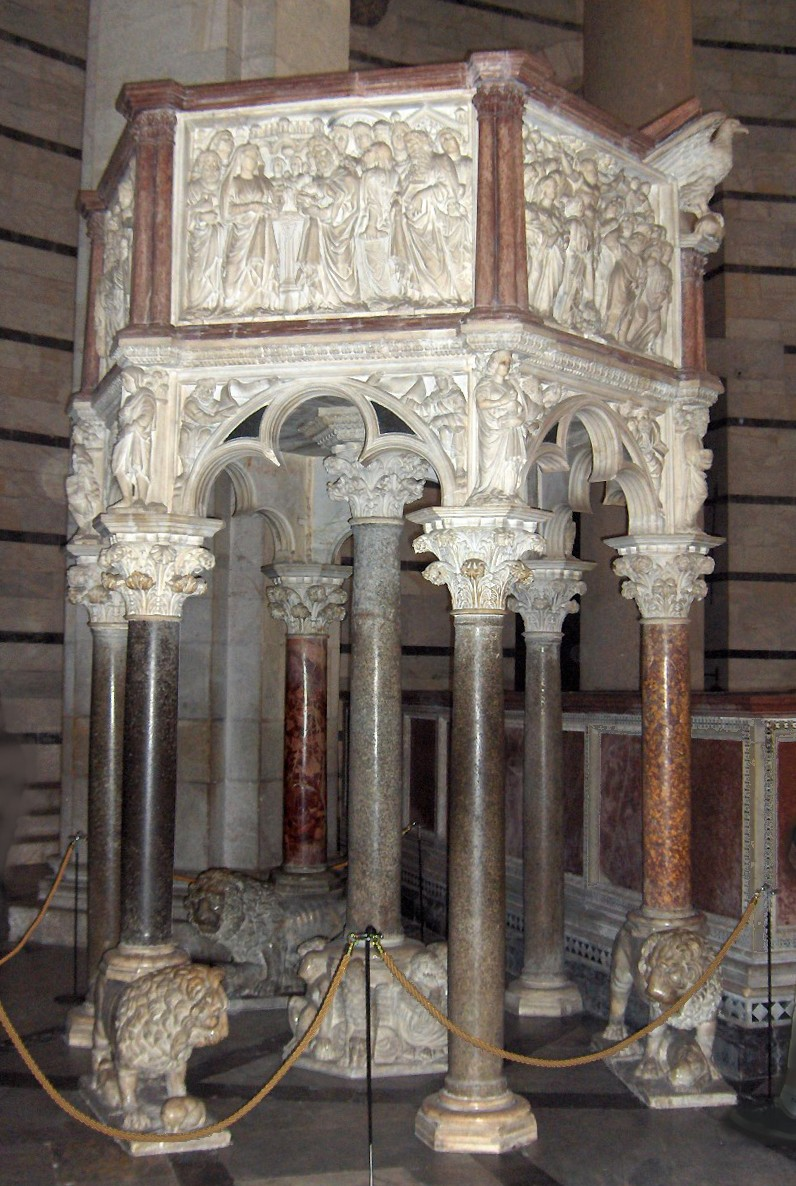
Chaire de Nicola.
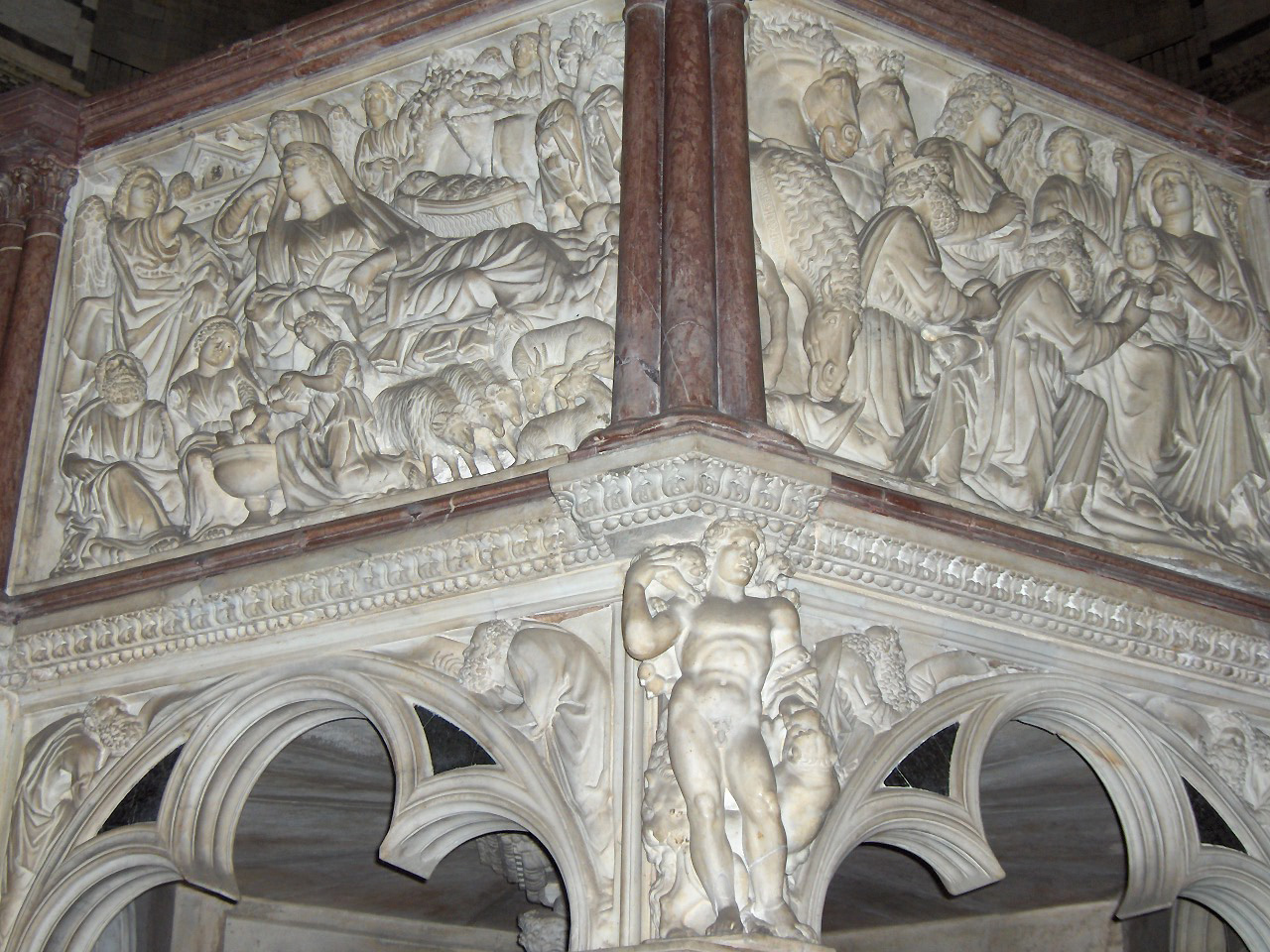
Détail.